# Tayeb Braikia
Tayeb Braikia nacido el 8 de marzo de 1974 en Århus) es un ciclista danés. Profesional de 1998 a 2002, destacó por sus cualidades de esprínter ganando victorias de renombre como el Circuito Franco-Belga y la Clásica de Almería. Puso fin a su carrera tras la Vuelta a Murcia del 2002. Desde entonces se convirtió en el entrenador del equipo nacional danés de ciclismo en pista.

## Biografía
Campeón de Dinamarca amateur en 1996, Tayeb Braikia comenzó su carrera en 1998 en el equipo Acceptcard Pro Cycling Team. Ganó ese año el Tour de Overijssel y la Christiana Care Cup. Un año más tarde ganó dos etapas y la general del Circuito Franco-Belga. 
En 2000, se unió al equipo Linda McCartney. Participó en el Giro de Italia, durante el cual ganó lugares de honor en sprints masivos. En ausencia de nuevos patrocinadores, el equipo Linda McCartney, desapareció en 2001. Debido a esto Braikia ficha por el equipo belga Lotto-Adecco ganando la Clásica de Almería a principios de marzo. 
Pocos días después, sufrió una caída en la Vuelta a Murcia. Se golpea frente a las vallas colocadas a lo largo de la carretera en la última etapa y cayó en el pelotón, donde fue golpeado por varios ciclistas. Sufrió lesiones en el hombro y tuvo que renunciar a la competición para el año 2001. Viéndose que ya no es capaz de correr, termina su carrera en marzo del 2002.
Desde abril del 2009, dirige el equipo nacional danés en pista junto a Sven Meyer.

## Palmarés en ruta
1998
- Tour de Overijssel
- Christiana Care Cup

1999
- Circuito Franco-Belga más 2 etapas

2001
- Clásica de Almería

## Palmarés en pista
- Seis días de Grenoble 1997 (con Jakob Piil)
- Seis días de Copenhague 1999 (con Jimmi Madsen)
- Campeón de Dinamarca en persecución por equipos 1996, 1997, 1998